# سان جيرمان دي جرويس (أورن)
سان جيرمان دي جرويس هي بلدية في أورن قسم في شمال غرب فرنسا.